# Höhnhart
Höhnhart är en ort och kommun  i Österrike. Den ligger i distriktet Braunau am Inn i förbundslandet Oberösterreich, 230 kilometer väster om huvudstaden Wien. 
Kommunen består av 23 orter (Ortschaften) (inom parentes invånarantal 1 januari 2024):

- Aichbichl (20)
- Aigertsham (97)
- Ainetsreit (22)
- Außerleiten (38)
- Buchberg (11)
- Diepoltsham (53)
- Eden (9)
- Eitzing (21)
- Feichta (44)
- Haging (64)
- Herbstheim (247)
- Hub (34)
- Höhnhart (322)
- Leitrachstetten (54)
- Liedlschwandt (61)
- Miesenberg (35)
- Oberaichberg (20)
- Peretsdobl (19)
- Perwart (36)
- Stegmühl (100)
- Thalheim (80)
- Thannstraß (49)
- Unteraichberg (39)